# Etnia

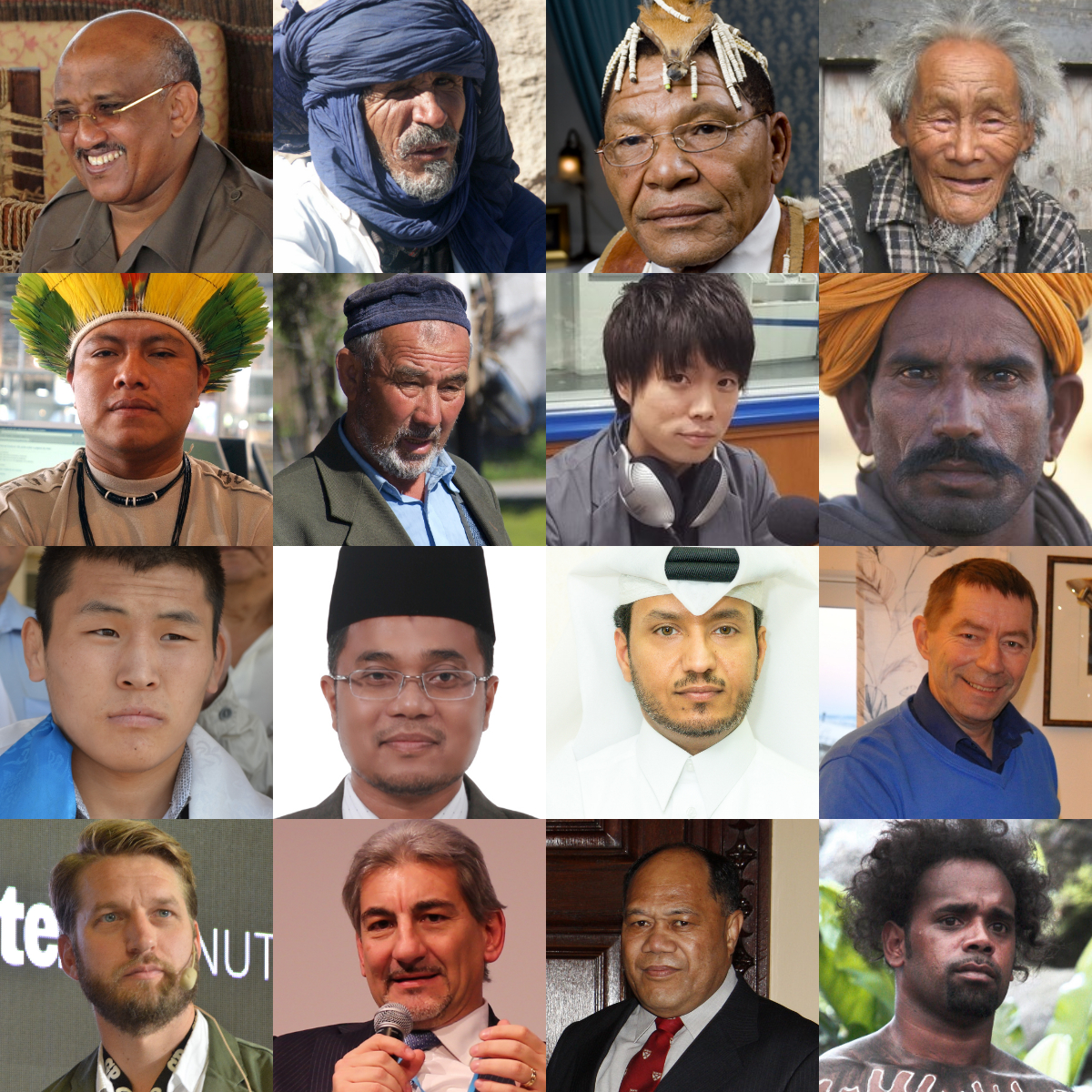
Uomini appartenenti a diversi gruppi etnici

Un'etnia (o gruppo etnico) è un aggregato sociale di individui umani che condividono caratteristiche culturali, linguistiche, sociali, fisico-somatiche, storiche, geografiche e religiose.

## Etimologia
Il termine deriva dal greco antico ἔθνος, éthnos, 'popolo', 'nazione'.
Le prime attestazioni del termine ethnos indicavano tanto animali quanto uomini e, in questo secondo caso, popoli percepiti dai Greci come estranei a ciò che essi percepivano come normale o accettabile. Aristotele, ad esempio, usava ethnos per riferirsi alle nazioni barbare, mentre Erodoto si astiene dall'usarlo in riferimento ai Greci stessi. Nel Nuovo Testamento, ethnos è usato per indicare i non cristiani, i non ebrei, i gentili, i pagani.
Nel Quattrocento, ai tempi dell'Impero ottomano, il senso di ethnos aveva finito tra i Greci per acquistare un significato inverso: nel greco moderno, il termine indicava e indica ancora i Greci stessi, come popolo e come nazione.
In inglese, il termine ethnic apparve alla metà del Trecento e fino alla metà dell'Ottocento indicò i pagani. Successivamente, venne a significare 'gruppo di persone con caratteristiche in comune', finché non acquistò un significato razziale.

## Definizione
Etnia, derivando dal greco éthnos (nazione), indicava in origine un gruppo accomunato da una comune discendenza.
L'antropologia di fine Ottocento intendeva l'etnia in termini restrittivi, includendo obbligatoriamente criteri razziali e, in particolare, la condivisione di caratteri antropologici (cioè caratteri somatici e psicofisici), ma questa concezione è stata poi sottoposta a revisione e critica.
In ambito scientifico il concetto di "gruppo etnico" è attribuibile a Max Weber, che definisce "etnici" quei gruppi umani che condividevano «la credenza soggettiva di una comune origine», a prescindere dalla sussistenza o meno di reali affinità parentali. Max Weber accostò, quindi, il concetto di gruppo etnico a quello di nazione; o meglio, il gruppo etnico - secondo la tradizione weberiana - sarebbe una «nazione senza stato». Dunque, la capacità di "autogovernarsi" caratterizzerebbe il solo concetto di nazione.
Negli Stati Uniti, il concetto di gruppo etnico assunse presto una connotazione diversa. La tradizione degli studi statunitense, avviata da Robert Ezra Park, fondatore della Scuola sociologica di Chicago, definisce i gruppi etnici non sulla base di processi di rappresentazione della comunità, ma in relazione a dati oggettivi che li caratterizzano - razza, religione, origine nazionale - e al contesto urbano in cui sono inseriti. È così che antropologi e sociologi statunitensi finiscono per raggruppare sotto la categoria "gruppo etnico": Neri (più recentemente Afro-americani), Ebrei, Irlandesi, Francesi, Portoricani... Enfatizzando le connotazioni originarie - come appunto il colore della pelle, la religione e la nazionalità - e seguendo un'impostazione fondamentalmente culturologica.
In diritto internazionale, peraltro, il carattere etnico è riconosciuto anche a minoranze, dette "etniche", che al pari di quelle religiose, linguistiche e nazionali, dalle quali sono perciò implicitamente distinte, sono oggetto di una dichiarazione delle Nazioni Unite in loro tutela
.
Il concetto di etnia nel tempo ha subito quindi diversi mutamenti: negli anni sessanta si riteneva che il concetto di etnia corrispondesse ad una aggregazione con una comune storia e identità culturale, negli anni settanta invece s'è posto l'accento sul modo in cui dati gruppi costruiscono e percepiscono la propria diversità da altri gruppi umani; negli anni ottanta si è rilevato come taluni elementi caratterizzanti l'etnia avessero una radice ideologica (sangue, razza, ecc...).

### Etnia, nazione e razza
Nell'uso comune i concetti di nazione ed etnia tendono ad essere associati, così come il concetto di etnia viene spesso usato al posto di razza.
Se il concetto di etnia è un insieme di persone che condividono in modo omogeneo la stessa cultura, lingua e tradizioni, nazione ha una caratterizzazione maggiormente politica. Per alcuni autori tuttavia l'elemento nazione può essere caratterizzante l'etnia: è etnia un gruppo accomunato da elementi culturali (lingua, tradizioni, storia, ecc...) o dalla medesima nazione di origine.
Un gruppo etnico, nella sua accezione comune, può quindi coincidere con una nazione (complesso delle persone che hanno comunanza di origine, di lingua, di storia e che di tale unità hanno coscienza) anche se non vi sottende un'unità politica.
Quando vari gruppi etnici convivono in uno stesso Stato e le loro lingue, religioni, usi e costumi sono diversi si parla di Stato multietnico. Alcuni esempi di stati multietnici sono la Svizzera e gli Stati Uniti.
I membri di un gruppo etnico si fanno spesso accomunare da una lunga storia o tradizione, tuttavia storici e antropologi hanno rilevato come molte pratiche culturali su cui si basano i gruppi etnici sono di invenzione relativamente recente.
La differenza principale fra il concetto di etnia e quello di razza è che l'etnia si basa sulla storia comune di una determinata popolazione, resa più forte dall'avere una stessa religione, una stessa lingua e cultura, mentre le catalogazioni razziali sostengono di basarsi su comuni tratti fisici e genetici. In realtà classificare la specie umana in razze è uno sforzo inutile: non vi è una distinzione genetica poiché tutti i geni rilevanti sono presenti in tutte le popolazioni, anche se in proporzioni diverse.
La grande variabilità genetica all'interno della popolazione di uno stesso stato testimonia la grande attività migratoria di individui e popolazioni nella storia umana. Non esistono, né ci furono mai confini genetici netti. Gli stereotipi più diffusi legati al colore della pelle o dei capelli, alla conformazione del viso riflettono differenze superficiali non confermate da analisi genetiche più appropriate, ma tali diversità sono molto recenti e dovute all'adattamento all'ambiente. Nel 1950 l'UNESCO ha prodotto un documento ufficiale in materia, La questione della razza (The Race Question), sottoscritto da rinomati scienziati internazionali, in cui si afferma che: «Gruppi nazionali, religiosi, geografici e culturali, non coincidono necessariamente con gruppi razziali: e i tratti culturali di tali gruppi non hanno un dimostrabile collegamento genetico con tratti razziali. Poiché gravi errori di tale natura si compiono abitualmente quando si utilizza il termine 'razza' nel linguaggio comune, sarebbe preferibile espungere totalmente il termine 'razza' da discorsi che si riferiscono a razze umane, utilizzando invece il termine 'gruppi etnici'».